# Montignies-sur-Sambre
Montignies-sur-Sambre (vallonul Montgneye-so-Sambe, illetve a helyi nyelvjárásban Mont'gnè-su-Sambe) település a belgiumi Hainaut tartományban található Charleroi város része. A települést, amelynek területe 5,98 km² és lakossága kb. 17000 fő, 1977-ben vonták össze a közeli nagyvárossal. Kb. 1960-ig a település nevét "Montigny-sur-Sambre"-nek írták.

## Története
A település környéke a római hódítás idején népesült be, a "Champ de l'Épine" környékén római villa maradványait tárták fel. A középkorban a településen elsősorban földművesek laktak, akik a Liège-i Püspökség alattvalói voltak. A 13. sz.-ban települtek ide kovácsok, illetve a lakosok némelyike a helyi szénbányák művelésével foglalkozott. A szénbányászat a 18. sz.-ban rohamos fejlődésnek indult és egyre-másra nyitották meg az új bányákat: Trieu-Kaisin, Bonne Espérance, Mambourg, Poirier. A század végére a településnek majdnem kétezer lakosa volt.
A 19. sz. elejére a szénkitermelés elérte csúcspontját, egy időben 19 bánya működött. Ekkor kezdett megtelepülni az üvegipar is, 1830-ban kezdte meg működését az első, és 1870-ben a második üzem. Az első fémfeldolgozó üzemet 1835-ben nyitotta meg egy Champeaux nevű mérnök, emellett a Société du Marais és a Brachot vállalat is foglalkozott acélgyártással. A város utcáit és útjait ebben az időben burkolták be, amit az útvámból származó jövedelemből finanszíroztak.
1868-ban a l'Épine közelében munkások sztrájkoltak, majd a l' fosse di l' Ispéne közelében majdnem felülkerekedtek a rend helyreállítására kivezényelt csendőrökön. A zavargások megfékezésére kivezényelték a belga hadsereg 11. hadosztályának katonáit, akik a tömeg kődobálására sortűzzel válaszoltak: az eredmény hat halott és számtalan sebesült.
1914. augusztus 22-én az erre haladó császári német hadsereg 19. hadosztálya 35 civil lakost kivégzett és 103 házat lerombolt. A németek a helyi lakosokat emberi pajzsnak használták: a Sambre hídján sorakoztatták fel őket, hogy az ellenállók ne tudják felrobbantani, illetve Nalinnes irányában magukkal hurcolták őket. Később, november 10-11-én a települést a levegőből bombázták, majd 18-án az angol csapatok visszafoglalták. A háború után az ipar ismét élénk fejlődésnek indult és ennek köszönhetően a település lakossága 1930-ban meghaladta a 26000 főt.
1944-ben a szövetséges légierő a Sambre hídjait és a vasútállomást bombázta. Az április 2 és május 31 között folytatott bombatámadások rengeteg kárt okoztak a lakóépületekben is: több, mint 200 helyi lakos meghalt, 400 ház romba dőlt és a Saint-Remy templom súlyos károkat szenvedett. December 21-én egy V1 típusú német rakéta landolt (és robbant fel) a rue de la Pensée utcán.
Az ötvenes évek végére a magas költségek, a gazdaságtalan kitermelés, a külföldi kőszén és az egyéb energiahordozók (olaj, földgáz) támasztotta verseny miatt sorra zártak be a még működő szénbányák: a St André 1957-ben, St Charles 1958-ban, utoljára a la Duchère 1965-ben.

## Látnivalók
- A kálvária-szobor 1640-ben készült, az I. Albertről elnevezett téren áll
- A Saint-Remy templom 1788-ban épült a középkori templom maradványain.

## Néphagyományok
- A városban rendszeresen négy nagy felvonulást tartottak: a Fête-Dieu (amely a Trieux-kápolnától indult), a Champeaux (amelyet 1836-tól rendeztek meg és a főtéren álló kálváriaszobornál állt meg, 1967-től nem rendezik), az augusztus 15-i felvonulás (1951-ben rendezték utoljára), illetve a Roctiau-felvonulás.
- Saint-Éloy napja: a fémmunkások védőszentjének napján minden év december 1-jén ünnepelték.
- Sainte-Barbe napja: a bányászok védőszentjének napját december 4-én ünnepelték.